# Iknadios Bedros XVI Batanian
Iknadios Bedros XVI Batanian, in italiano Ignazio Pietro XVI (al secolo Loudovik, ossia Luigi) (Mardin, 15 febbraio 1899 – Bzoummar, 9 ottobre 1979), è stato un patriarca cattolico armeno, arcieparca di Mardin e Aleppo, vicario patriarcale e sedicesimo patriarca di Cilicia degli Armeni, e quindi della Chiesa armeno-cattolica.

## Biografia
Nativo di Mardin in Turchia, ordinato prete il 29 giugno 1921, fu nominato arcieparca di Mardin il 5 agosto 1933 e di Aleppo il 6 dicembre 1952. Nel 1959 fu chiamato nella sede patriarcale di Bzoummar come vicario patriarcale. Alle dimissioni di Krikor Bedros XV Aghagianian venne eletto patriarca degli Armeni il 4 settembre 1962 e confermato dalla Santa Sede il 15 novembre successivo. In memoria del suo predecessore sulla sede di Mardin, il beato Ignatius Choukrallah Maloyan, assunse il nome di Ignazio accanto a quello usuale per i patriarchi armeni, Pietro XVI. Lavorò instancabilmente per la causa armena, fu testimone dei primi anni della guerra civile libanese, nel 1965 fu il primo patriarca a visitare l'Armenia sovietica. Ritiratosi dal patriarcato nel 1976, morì il 9 ottobre 1979.

## Genealogia episcopale e successione apostolica
La genealogia episcopale è:
- Cardinale Scipione Rebiba
- Cardinale Giulio Antonio Santori
- Cardinale Girolamo Bernerio, O.P.
- Arcivescovo Galeazzo Sanvitale
- Cardinale Ludovico Ludovisi
- Cardinale Luigi Caetani
- Cardinale Ulderico Carpegna
- Cardinale Paluzzo Paluzzi Altieri degli Albertoni
- Papa Benedetto XIII
- Papa Benedetto XIV
- Papa Clemente XIII
- Cardinale Bernardino Giraud
- Cardinale Alessandro Mattei
- Cardinale Pietro Francesco Galleffi
- Cardinale Giacomo Filippo Fransoni
- Cardinale Andon Bedros IX Hassoun
- Patriarca Stepanos Bedros X Azarian
- Patriarca Avedis Bedros XIV Arpiarian
- Patriarca Iknadios Bedros XVI Batanian

La successione apostolica è:
- Arcivescovo Georges Layek (1959)
- Vescovo Mesrob Terzian (1963)
- Vescovo Léonce Tchantayan (1967)
- Arcivescovo Paul Coussa (1969)
- Patriarca Hemaiag Bedros XVII Guedikian, C.A.M. (1971)
- Vescovo André Bedoglouyan, I.C.P.B. (1971)
- Patriarca Hovhannes Bedros XVIII Kasparian, I.C.P.B. (1973)
- Vescovo Vartan Tekeyan, I.C.P.B. (1973)
- Vescovo Krikor Ayvazian (1973)